# Jacqueline Thibaul
Jacqueline Thibaul (1940 circa) è un'ex sciatrice alpina canadese.

## Biografia
Jacqueline Thibaul vinse il titolo nazionale di slalom gigante nel 1960; non prese parte a rassegne olimpiche o iridate e non ottenne risultati internazionali di rilievo.

## Palmarès

### Campionati canadesi
- 1 oro (slalom gigante nel 1960)[1][senza fonte]